# Campionati del mondo di ciclismo su strada 2016 - Gara in linea femminile Elite
La gara in linea femminile Elite dei Campionati del mondo di ciclismo su strada 2016 si svolse il 15 ottobre 2016 con partenza ed arrivo a Doha, in Qatar, su un percorso di 134,1 km. La danese Amalie Dideriksen vinse la gara con il tempo di 3h10'27" alla media di 42,247 km/h, argento alla olandese Kirsten Wild e a completare il podio la finlandese Lotta Lepistö.
Presenti alla partenza 146 cicliste, delle quali 103 arrivarono al traguardo.

## Ordine d'arrivo (Top 10)
| Pos. | Corridore            | Squadra       | Tempo    |
| ---- | -------------------- | ------------- | -------- |
| 1    | Amalie Dideriksen    | Danimarca     | 3h10'27" |
| 2    | Kirsten Wild         | Paesi Bassi   | s.t.     |
| 3    | Lotta Lepistö        | Finlandia     | s.t.     |
| 4    | Elizabeth Armitstead | Gran Bretagna | s.t.     |
| 5    | Marta Bastianelli    | Italia        | s.t.     |
| 6    | Roxane Fournier      | Francia       | s.t.     |
| 7    | Chloe Hosking        | Australia     | s.t.     |
| 8    | Sheyla Gutiérrez     | Spagna        | s.t.     |
| 9    | Joëlle Numainville   | Canada        | s.t.     |
| 10   | Jolien D'Hoore       | Belgio        | s.t.     |